# Platymantis cagayanensis
Platymantis cagayanensis là một loài ếch trong họ Ranidae. Chúng là loài đặc hữu của Philippines, nơi chúng được tìm thấy dọc theo bờ biển phía bắc của Đảo Luzon và trên Đảo Palaui. Chúng đã được quan sát ở độ cao tới 200 mét so với mực nước biển.
Các môi trường sống tự nhiên của chúng là rừng ẩm vùng đất thấp nhiệt đới hoặc cận nhiệt đới và vùng núi ẩm nhiệt đới hoặc cận nhiệt đới.
Loài này đang bị đe dọa do mất môi trường sống.
Ếch đực trưởng thành có chiều dài khoảng 26,4-30,8 mm tính từ lỗ mũi và ếch cái trưởng thành dài khoảng 34,7-37,4. Ếch có màu nâu, có đốm đen, sọc đen sau mắt và sọc đen ở chân sau.